# Julija Mierkułowa
Julija Wiktorowna Mierkułowa, ros. Юлия Викторовна Меркулова (ur. 17 lutego 1984 w Lipiecku) – rosyjska siatkarka, reprezentantka kraju. Występuje na pozycji środkowej bloku.
Od sezonu 2013/14 występuje w Zarieczje Odincowo.

## Osiągnięcia reprezentacyjne
Mistrzostwa Europy:
- 2005

Mistrzostwa Świata:
- 2006

Mistrzostwa Europy:
- 2007

Mistrzostwa Świata:
- 2010

## Osiągnięcia klubowe
Puchar Rosji:
- 2002, 2003, 2004, 2006, 2007, 2012

Mistrzostwo Rosji:
- 2006, 2008, 2009, 2011

Puchar CEV:
- 2007

Mistrzostwo Rosji:
- 2008

Liga Mistrzyń:
- 2008

Mistrzostwo Rosji:
- 2011, 2012

Puchar Challenge:
- 2013

Puchar Challenge:
- 2014

## Wyróżnienia indywidualne
- Najlepiej blokująca zawodniczka Rosyjskiej Superligi w sezonie 2004/2005

## Odznaczenia
- Zasłużony Mistrz Sportu